# NGC 5131
NGC 5131 (również PGC 46819 lub UGC 8422) – galaktyka spiralna (Sa), znajdująca się w gwiazdozbiorze Psów Gończych. Odkrył ją Heinrich Louis d’Arrest 24 kwietnia 1865 roku. Jest to galaktyka aktywna.